# Franziska Romana Koch

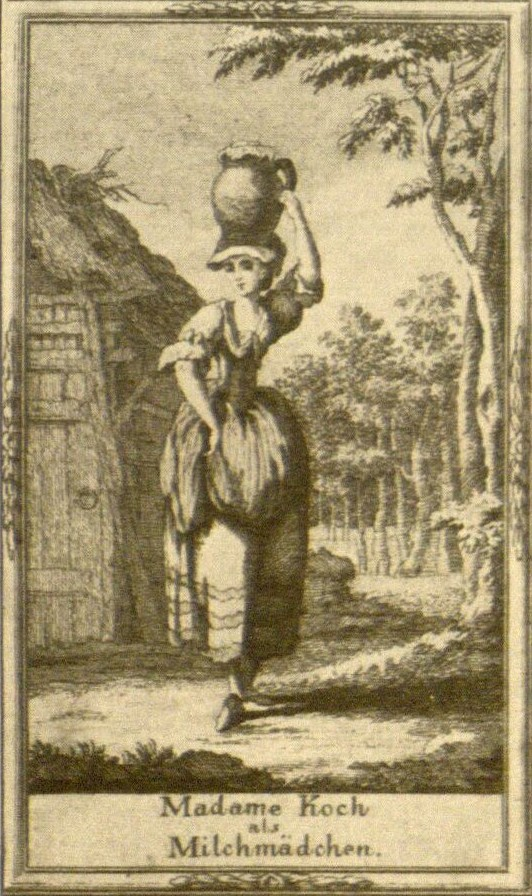
Franziska Romana Koch als Milchmädchen. Stich von Liebe nach G. Kraus (1778)

Franziska Romana Koch, geborene Gieraneck, Giwraneck, Giraneck bzw. Jiránek, (* 1748 in Dresden; † 1796 ebenda) war eine deutsche Opernsängerin (Sopran), Tänzerin und Schauspielerin.

## Leben
Koch, Tochter des Komponisten Antonín Jiránek, gab ihr Debüt als Tänzerin 1765 in der Gesellschaft Heinrich Gottfried Kochs. Sie heiratete 1766 den Ballettmeister Friedrich Karl Koch und wandte sich ab 1769 dem Schauspiel und der Operette zu. Mit ihrem Mann ging sie 1771 nach Weimar, wo sie Gesangsunterricht von Anton Schweitzer erhielt und am Hoftheater engagiert war. In Weimar komponierte Schweitzer für Koch seine Oper Alceste. Das Libretto verfasste Christoph Martin Wieland. Die Darstellung der Alceste durch Koch bei der Uraufführung des Stücks am 16. Februar 1773 begeisterte Wieland so sehr, dass er sie in seinem Gedicht An Madam Koch feierte. Herzogin Anna Amalia, die Koch feindlich gegenüberstand, missbilligte die Oper und verbot Wieland in der Folge, weiterhin lyrisch tätig zu sein.
Nach einem Theaterbrand in Weimar und darauffolgender Aufhebung des Theaters 1774 ging Koch 1775 nach Gotha, wo sie an der neugegründeten Hofbühne engagiert wurde. Koch spielte in Gotha „das gesammte Fach der ersten Partien in der Oper und die ersten Liebhaberinnen im Schauspiel“ und der Komponist Georg Anton Benda schrieb 1776 seine Oper Romeo und Julie für sie. Im Jahr 1777 verließ Koch Gotha und wurde Mitglied der Bondini’schen Gesellschaft in Leipzig, wo sie bis 1782 als Sängerin und bis zu ihrem Weggang von der Bühne 1787 als Schauspielerin aktiv war.
Koch wurde von Zeitgenossen für ihre „herrliche Figur, eine eben so volle wie wohlklingende Stimme und außergewöhnliche Grazie“ gerühmt. Die Galerie von teutschen Schauspielern hob zudem ihre „vorteilhafte Bildung“ und „einnehmende Miene“ hervor.
Kochs Schwester Karoline (1753–1831) war ebenfalls Schauspielerin, durch deren Heirat mit Karl Friedrich Krüger war sie dessen Schwägerin. Kochs Tochter Sofie Friederike (1770–1842), verheiratet mit Schauspieler Karl Ludwig Krickeberg († 1818), war als Schauspielerin und Schriftstellerin erfolgreich. Auch zwei weitere Töchter, Sophie Koch (* 1781) und Marianne Koch (* 1783), wurden Schauspielerinnen. Ihre Nichte war die früh verstorbene Schauspielerin Anna Feodorowna Krüger (1792–1814).